# Rete tranviaria di Marsiglia
La rete tranviaria di Marsiglia è la rete tranviaria che serve la città francese di Marsiglia. È composta da due linee.